# Appius Claudius Sabinus Regillensis
Appius Claudius Sabinus Regillensis (Kr. e. 6. század – Kr. e. 5. század) szabin származású római politikus, a patricius Claudiusok nemzetségének alapítója és első ismert tagja volt.
A hagyomány szerint Regillum szabin városában született, és a történetírók feljegyzései szerint eredetileg Attus Claususnak, Atta Claudiusnak vagy – Dionüsziosz szerint – Titus Claudiusnak nevezték. Amikor a rómaiak Kr. e. 510-ben elűzték utolsó etruszk királyukat, Tarquinius Superbust, a környékbeli városok Róma ellen foglaltak állást. Claudius ezzel ellentétes politikát képviselt, és végül Kr. e. 504-ben számos híve élén áttelepült a Tiberis-parti városba. Jutalomképpen az arisztokratikus köztársaságot vezető patríciusok befogadták maguk közé, híveinek pedig az Aniótól északra adtak földet. Belőlük külön tribus szerveződött.
Appius Claudius Kr. e. 495-ben volt consul. A hagyomány szerint mindvégig ellenséges volt a plebejusok mozgalmaival szemben, így Kr. e. 494-ben, híres kivonulásuk idején dictator kinevezését javasolta. Magatartása a Kr. e. 493-as éhínség alatt sem változott. A történetírók szerint Spurius Cassius Viscellinus Kr. e. 486-os földreform-javaslatának egyik legfőbb ellenzője és Coriolanus száműzetésének támogatója volt.
Két fia, a hasonló nevű Appius Claudius Sabinus és Caius Claudius Sabinus később consuli méltóságra emelkedtek. Utódaik a Kr. u. 1. századig a Római Köztársaság legbefolyásosabb és legelőkelőbb tagjai voltak, Tiberius, Caligula és Claudius császárok egyaránt leszármazottai közé tartoztak.